# Молоко Богородиці
Молоко Богородиці — християнська реліквія; білі часточки з каменів, що вкраплені у стіни печери Молочного Гроту у Вифлеємі.
Із давніх часів ці часточки зіскоблюють зі стін Молочного Гроту, адже не тільки християни, а навіть і мусульмани вірять, що такий порошок допомагає жінкам зцілитися від неплідності. Як справжню реліквію порошок із Молочного гроту прочани везуть із собою додому, щоб, споживаючи його з молитвою, отримати ласку материнства.